# Percy River (Gilbert River)
Der Percy River ist ein Fluss im Norden des australischen Bundesstaates Queensland.

## Geographie
Der Fluss entspringt zwischen der Newcastle Range und der Gilbert Range in den Atherton Tablelands, einem Teilgebirge der Great Dividing Range. Von dort fließt der Percy River durch größtenteils unbesiedeltes Gebiet nach Südwesten und mündet bei Ortona in den Gilbert River.